# Patrick McLoughlin

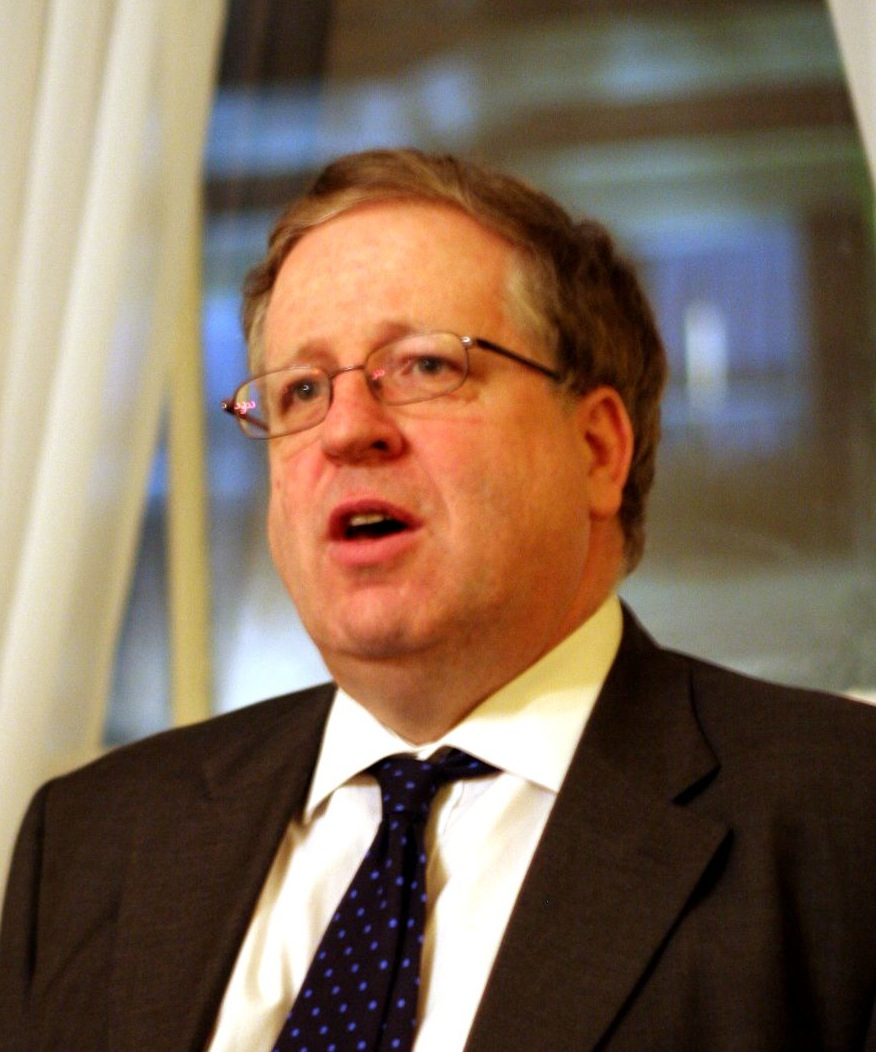
Patrick McLoughlin (2010)

Patrick Allen McLoughlin, Baron McLoughlin CH Kt PC (* 30. November 1957 in Stafford, Staffordshire, England) ist ein britischer Politiker der Conservative Party. Er war zwischen 14. Juli 2016 und dem 8. Januar 2019 Kanzler des Herzogtums Lancaster, als welcher er in beiden Kabinetten von Premierministerin Theresa May diente.

## Biografie

### Berufliche Laufbahn und Wahl zum Unterhausabgeordneten
Nach dem Besuch der Cardinal Griffin Roman Catholic School sowie des Staffordshire College of Agriculture war er fünf Jahre von 1974 bis 1979 in der Landwirtschaft tätig, ehe er wie sein Vater und Großvater als Bergmann in der Littleton Colliery in Cannock wurde. Dort wurde er Mitglied der Bergarbeitergewerkschaft National Union of Mineworkers (NUM) und danach Vertreter der Industrie in der Marketingabteilung für den Westbezirk der Nationalen Kohlebehörde (National Coal Board).
Mit dem Eintritt in die Conservative Party 1977 begann seine politische Laufbahn. Zunächst war er Mitglied zahlreicher nationaler Ausschüsse sowie von 1982 bis 1984 Vize-Vorsitzender der National Young Conservatives, der Jugendorganisation der Conservative Party. Daneben engagierte er sich in der Kommunalpolitik und war nicht nur zwischen 1980 und 1987 Mitglied des Bezirksrates von Cannock Chase, sondern zwischen 1981 und 1987 auch Mitglied des Rates der Grafschaft Staffordshire.
1986 wurde er bei einer Nachwahl (By-election) erstmals zum Abgeordneten des Unterhauses (House of Commons) gewählt und erzielte dabei gerade eine Mehrheit von 100 Stimmen. Seitdem vertrat er im Unterhaus bis 2010 die Interessen des Wahlkreises West Derbyshire. Zuletzt wurde er bei den Unterhauswahlen vom 6. Mai 2010 mit 52,01 Prozent der Wählerstimmen wiedergewählt und vertritt nunmehr den Wahlkreis Derbyshire Dales.

### Juniorminister und Chief Whip der Conservative Party
Bereits 1989 übernahm er in der Regierung von Premierministerin Margaret Thatcher seinen ersten Posten als „Juniorminister“ und war bis 1992 Parlamentarischer Unterstaatssekretär im Verkehrsministerium. In der anschließenden Regierung von Premierminister John Major war er zunächst Parlamentarischer Unterstaatssekretär im Ministerium für Beschäftigung und danach von 1993 bis 1994 im Ministerium für Handel und Industrie.
Nach einer Tätigkeit als Assistent des Parlamentarischen Geschäftsführers der Regierungsfraktion (Assistent Government Whip) von 1995 bis 1996 war er zunächst Hauptkommissar (Head Commissioner) im Schatzamt und danach von Juni 1997 bis 1998 sogenannter Pairing Whip. Als solcher war er verantwortlich für die Aushandlung der Abwesenheit von anderen Parlamentariern, wenn Mitglieder der eigenen Fraktion fehlen sollten.
Zwischen 1998 und 2005 war er zuerst Stellvertretender Parlamentarischer Hauptgeschäftsführer der Opposition im Unterhaus (Deputy Chief Whip), ehe er zwischen Dezember 2005 und Mai 2010 Opposition Chief Whip war. Im Juni 2005 wurde er zum Mitglied des Kronrats (Privy Council) ernannt. Im Mai 2009 wurde ihm vorgeworfen Regierungsgelder für sein Zweitwohnsitz in Derbyshire erhalten zu haben. Darüber hinaus wurde in Presseberichten dargestellt, dass seine Ehefrau als Assistentin in seinem Wahlkreisbüro tätig ist und eine jährliche Vergütung von 40.000 Pfund Sterling erhält.
Nach dem Wahlsieg der Conservative Party bei den Unterhauswahlen 2010 trat er am 11. Mai 2010 als Parlamentarischer Hauptgeschäftsführer der Regierungsfraktion im Unterhaus sowie Parlamentarischer Sekretär im Schatzamt in das Kabinett Cameron I ein. 2012 erhielt er den Posten des Verkehrsministers. Unter der neuen Premierministerin Theresa May erhielt McLoughlin das Amt des Chancellor of the Duchy of Lancaster sowie das des Vorsitzenden der Conservative Party. Im Rahmen der Resignation Honours des ehemaligen Premierministers David Cameron wurde McLoughlin 2016 zum Knight Bachelor geschlagen.
Patrick McLoughlin verlor sein Amt als Vorsitzender der Conservative Party im Zuge einer Umbildung des Kabinetts am 8. Januar 2018 an Brandon Lewis.
2019 wurde er als Companion of Honour ausgezeichnet. Zur Unterhauswahl im Dezember 2019 trat er nicht mehr an und schied aus dem House of Commons aus. Am 8. September 2020 wurde er als Baron McLoughlin, of Cannock Chase in the County of Staffordshire, zum Life Peer erhoben und ist dadurch seither Mitglied des House of Lords.